# Эйзентрегер, Кирстен
Анна Кирстен Эйзентрегер (англ. Anne Kirsten Eisenträger) — профессор математики в Университете штата Пенсильвания, известная своими исследованиями в области алгоритмической теории чисел, десятой проблемы Гильберта и прикладной криптографии. 
Эйзентрегер получила диплом по математике в 1996 году в Тюбингенском университете, а также степень магистра (1998) и доктора философии (2003) в Калифорнийском университете в Беркли; её диссертация под названием «Десятая проблема Гильберта и арифметическая геометрия» была написана под руководством Бьёрна Пунена. После временных должностей в Институте перспективных исследований и Мичиганском университете в 2007 году она перешла в Университет штата Пенсильвания.
Эйзентрегер появляется в документальном фильме «Джулия Робинсон и десятая проблема Гильберта» (2008). В 2017 году она стала членом Американского математического общества «за вклад в вычислительную теорию чисел и теоретико-числовую неразрешимость».